# 克涅斯·奥哈季耶夫
克涅斯·穆斯塔哈诺维奇·奥哈季耶夫（俄語：Кенес Мустаханович Аухадиев；1938年12月27日—2022年1月23日），哈萨克族，苏联政治人物。曾任阿拉木图市长、哈共阿拉木图州委第一书记等职务。

## 生平
- 1938年12月27日出生于哈萨克苏维埃社会主义共和国阿拉木图州科克苏区穆克尔（一说奇利克区马尔拜[1]）的一个农民家庭。3岁时父亲死于苏德战争前线，由母亲抚养长大。1953年加入共青团。
- 1957年-1960年，塔尔迪库尔干农业技术学院学习。
- 1960年-1962年，阿拉木图州潘菲洛夫区列宁集体农场拖拉机队长。1962年加入苏联共产党。
- 1962年-1966年，共青团阿拉木图州潘菲洛夫区委第一书记。
- 1966年-1968年，哈萨克共青团中央委员会副部长。1968年毕业于哈萨克农学院机械工程专业。
- 1968年-1969年，共青团阿拉木图州委第一书记。
- 1969年-1971年，哈萨克共青团中央委员会书记处书记。
- 1971年-1975年，哈共阿拉木图市苏维埃区委第一书记。
- 1975年-1978年，阿拉木图市长。
- 1978年-1985年，哈共阿拉木图州委第一书记。
- 1985年-1987年，苏联土地开垦和水资源部国营农场管理局副局长。
- 1987年-1990年，哈萨克苏维埃社会主义共和国土地复垦和水管理部高级工程师、司长、副司长。
- 1991年-1993年，哈萨克斯坦Kazvodmelioratsiya公司副总裁。1992年当选哈萨克斯坦工程院通讯院士。
- 1993年-2006年，托甘公司副总裁、总裁。
- 2006年起，阿拉木图Ken-Arna K公司董事。
- 2022年1月23日于阿拉木图逝世，享年83岁。[2]

奥哈季耶夫是苏共25-26大代表；第26届中央委员；第10-11届苏联最高苏维埃民族院代表、第9-11届哈萨克苏维埃社会主义共和国最高苏维埃代表。

## 荣誉
苏联：
- 十月革命勋章
- 三次荣誉勋章

哈萨克斯坦：
- 智慧勋章（2013）
- 阿斯塔纳二十周年纪念章（2018）